# Дуоденит
Дуодени́т (duodenitis; анат. duodenum двенадцатиперстная кишка + -itis)  — воспалительное заболевание  двенадцатиперстной кишки, чаще только слизистой оболочки.

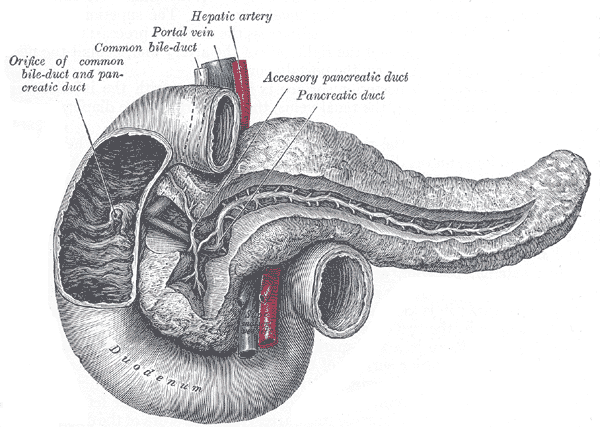
Двенадцатиперстная кишка. В разрезе показан фатеров сосочек, а также подходящие к нему общий желчный и панкреатические протоки. Рисунок из Анатомии Грея

## Классификация
Различают дуодениты:
- острые;
- хронические.

А также:
- распространённые;
- ограниченные (главным образом луковицей двенадцатиперстной кишки — бульбит).

## Острый дуоденит
Острый дуоденит обычно протекает в сочетании с острым воспалением желудка и кишечника как острый гастроэнтерит, гастроэнтероколит.
Различают:
- катаральный острый дуоденит;
- эрозивно-язвенный острый дуоденит;
- флегмонозный острый дуоденит.

### Этиология, патогенез
Острый дуоденит возникает в результате воздействия на организм следующих факторов: пищевых токсикоинфекций, отравлении токсическими веществами, обладающими раздражающим действием на слизистую оболочку пищеварительного тракта, чрезмерным приёмом очень острой пищи обычно в сочетании с большим количеством крепких алкогольных напитков, повреждения слизистой оболочки двенадцатиперстной кишки инородными телами или другими бактериями.

### Симптомы, течение
Для острого дуоденита характерны боль в эпигастральной области, тошнота, рвота, общая слабость, болезненность при пальпации в эпигастральной области, слабость, повышение температуры. Диагноз подтверждается дуоденофиброскопией, обнаруживающей воспалительные изменения слизистой двенадцатиперстной кишки. При очень редком флегмонозном дуодените резко ухудшается общее состояние больного, определяется напряжение мышц брюшной стенки в эпигастральной области, положительный симптом Щёткина - Блюмберга, лихорадка, нейтрофильный лейкоцитоз, повышение СОЭ.
Острый катаральный и эрозивно-язвенный дуоденит обычно заканчивается самоизлечением в несколько дней, при повторных дуоденитах возможен переход в хроническую форму. Возможны осложнения: кишечные кровотечения, перфорация стенки кишки, развитие острого панкреатита.

### Лечение
При остром катаральном и эрозивно-язвенном дуодените показаны 1—2 дня — голод, постельный режим, а также промывание желудка. В последующие дни — диета № 1, вяжущие и обволакивающие средства внутрь, при боли — спазмолитические и холинолитические препараты. При флегмонозном дуодените лечение оперативное в сочетании с антибиотикотерапией.

## Хронический дуоденит

### Классификация
Общепринятая классификация хронического дуоденита отсутствует.
С учётом особенностей развития и преимущественной локализации процесса выделяют 4 варианта:
- хронический дуоденит, преимущественно бульбит, ацидопептического генеза;
- хронический дуоденит, сочетающийся с атрофическим гастритом или энтеритом;
- хронический дуоденит, развившийся на фоне дуоденостаза;
- локальный дуоденит (папиллит, околососочковый дивертикулит).

Кроме того, по эндоскопической картине различают:
- поверхностный хронический дуоденит;
- атрофический хронический дуоденит;
- интерстициальный хронический дуоденит;
- эрозивно-язвенный хронический дуоденит.

### Этиология, патогенез
Возникновению хронического дуоденита способствуют нерегулярное питание с частым употреблением острой, раздражающей, слишком горячей пищи. Вторичный хронический дуоденит наблюдается при хроническом гастрите, язвенной болезни желудка и двенадцатиперстной кишки, хроническом панкреатите, лямблиозе, пищевой аллергии, уремии, аутоиммунных заболеваниях (Целиакия, Болезнь Крона), сочетанной инфекции Helicobacter pylori, приеме НПВС. Помимо непосредственного воздействия раздражающего агента на слизистую оболочку двенадцатиперстной кишки, в патогенезе хронического дуоденита имеет значение протеолитическое действие на неё активного желудочного сока (при трофических нарушениях, дискинезиях).

### Симптомы, течение
При хроническом дуодените характерны боль в эпигастральной области — постоянная, тупого характера или язвенноподобная, ощущение полноты или распирания в верхних отделах живота после еды, снижение аппетита, тошнота, иногда рвота. Пальпаторно отмечается болезненность глубоко в эпигастральной области.
Прогноз благоприятный при соответствующем лечении, но при эрозивно-язвенной форме дуоденита могут возникнуть осложнения — кишечные кровотечения.

### Лечение
В период обострения лечение проводят в стационаре. Назначают диету № 1а, затем 1б, антацидные (при сохранённой кислотности желудочного сока), вяжущие, спазмолитические, ганглиоблокирующие и холинолитические средства. Для улучшения процессов регенерации назначают витамины (А, В6, В12), внутривенно капельные вливания белковых гидролизатов.
При вторичных дуоденитах необходимо лечение основного заболевания.
Больные хроническим дуоденитом должны находиться под диспансерным наблюдением, им показано проведение противорецидивного лечения.

## Диагностика

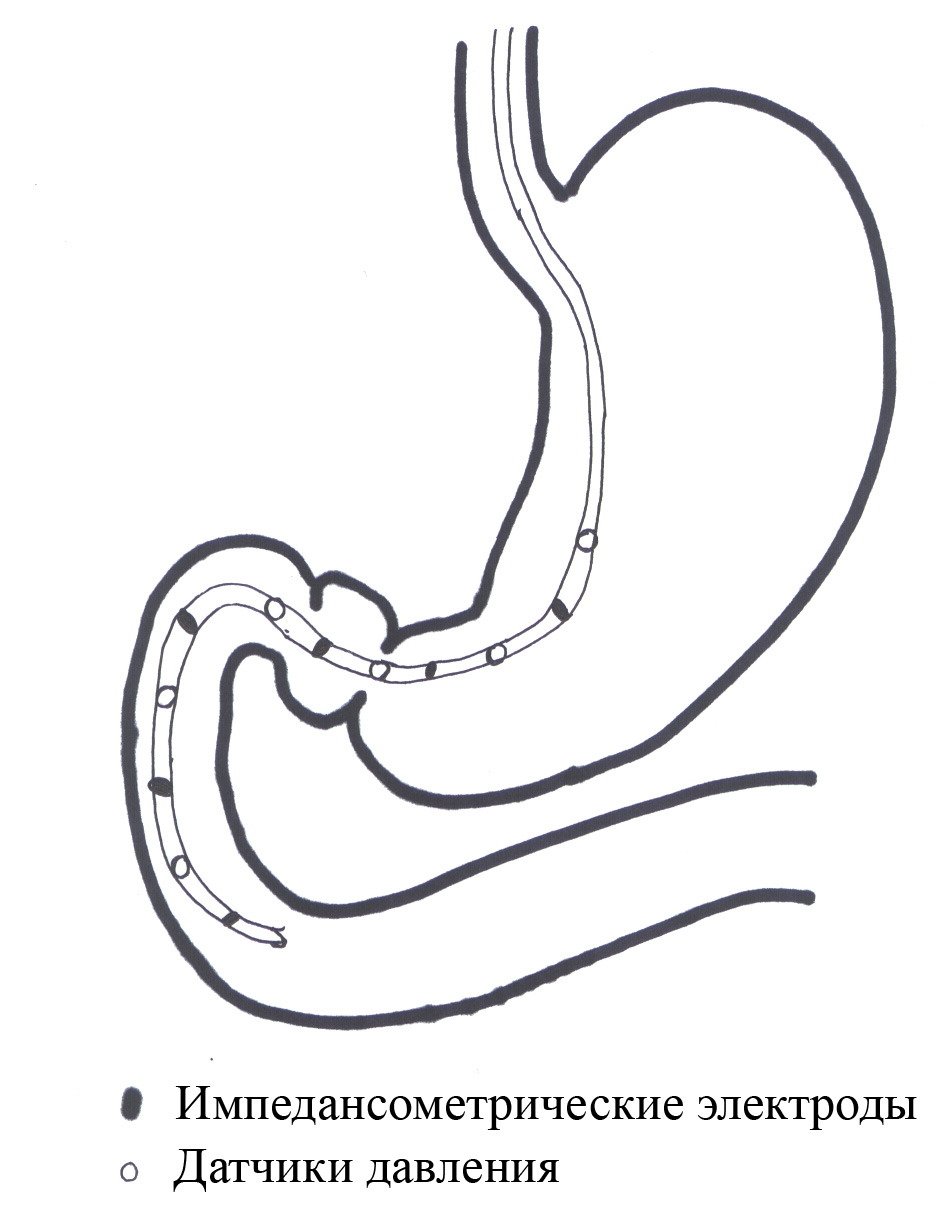
Схема расположения катетера для мониторинга давления и импеданса в желудке и двенадцатиперстной кишке

Клиническая картина дуоденита многообразна и неспецифична, кроме того, изолированный дуоденит встречается очень редко, как правило, он сочетается с другими заболеваниями (хроническим гастритом, язвенной болезнью, энтеритом, панкреатитом, заболеваниями желчевыводящих путей). Поэтому достоверная диагностика хронического дуоденита возможна только с помощью инструментальных методов исследования, таких как:
- фиброгастродуоденоскопия с биопсией;
- дуоденоскопия;
- pH-метрия;
- поэтажная манометрия;
- импедансометрия.

Параллельно с диагностикой дуоденита необходимо проводить исследование сопряжённых с двенадцатиперстной кишкой органов пищеварения.

## Профилактика
Рациональное регулярное питание, снижение уровня потребления алкоголя, своевременное лечение других заболеваний, на фоне которых возникает вторичный дуоденит.